# Крајња нужда
Крајња нужда представља институт којим се регулише питање сукоба и интереса правних добара у случају опасности, у корист правног добра које се заштићује повредом другог правног добра или интереса другог лица, физичког или правног, а које није криво за настанак опасности. Институт крајње нужде, попут нужне одбране и незнатне друштвене опасности је институт који негира постојање кривичног дела. Сви они припадају општим основама, односно онима који су законом изричито предвиђени, те се могу јавити код сваког кривичног дела и код сваког учиниоца. Из законске дефиниције произилази да је за постојање крајње нужде у сваком конкретном случају потребно кумулативно постојање одређених услова или претпоставки. Осим у кривичном законику Србије, одредба сличног садржаја постоји и у Кривичном законику Црне Горе, а постојала је и у кривичном законику Југославије. 

## Основни услови института крајње нужде
Услови се могу поделити на основне услове који се односе на претећу опасност и услове који се односе на отклањање опасности. Управо су ти услови дати у члану 20. (раније 10.) кривичног законика РС и они су наизглед веома једноставни, али процена тих услова зависи од конкретних ситуација. Услови су:
1. Није кривично дело оно које је учињено у крајњој нужди.
2. Крајња нужда постоји кад је дело учињено ради тога да учинилац отклони од себе или другог истовремену нескривљену опасност која се на други начин није могла отклонити, а при томе учињено зло није веће од зла које је претило.
3. Учинилац који је сам изазвао опасност али из нехата, или је прекорачио границе крајње нужде, може се блаже казнити, а ако је прекорачење учињено под олакшавајућим околностима - може се и ослободити од казне.
4. Нема крајње нужде ако је учинилац био дужан да се изложи опасности.

### Суштина и услови опасности
Услов за постојање крајње нужде је постојање опасности. Опасност је стање, односно зло при коме је неко правно добро већ угрожено или се на основу постојећих околности може основано претпоставити да непосредно може доћи до повреде неког правног добра. Дакле, учинилац треба да процени ситуацију по објективним критеријумима за препознавање стварне опасности. У теорији кривичног права (али и у филозофској литератури) постоје различита схватања опасности. Доминирају две концепције. Једна уопште не прихвата појаву опасности у реалности, док је друга сасвим супротна и сматра опасност реалном категоријом свакодневног живота. Опасности има више врста и готово је немогуће унапред одредити на који начин се она могу манифестовати у свакодневним животним ситуацијама. Постојање опасности процењује се према објективним критеријумима у сваком конкретном случају. Кључни проблем су мерила на основу којих треба оцењивати карактер опасности. И у вези са овим постоје две доминантне концепције. Према првој, узимају се у обзир само објективни критеријуми стручњака, без уважавања процене просечног човека какав год да био карактер опасности. И друга концепција уважава објективе критеријуме пре свега, али и субјективно мерило и то просечних људи у уобичајеним животним околностима и ситуацијама. Ово становиште је сасвим прихватљиво у кривичном праву Србије. Тако на пример, ако учинилац управља возилом на јавном путу, и креће се у складу са одредбама Закона о основама безбедности саобраћаја, те због изненадне препреке – опасности коју није сам изазвао, нагло скрене и притом повреди или усмрти друго лице, у принципу би се радило о крајњој нужди. Наиме, посматра се да ли би човек просечних способности у датој ситуацији могао да уради нешто друго, те нанесе мање зло од почињеног. Такође се узима у обзир и колико је лица било у возилу. Уколико их је било више од повређених или убијених крај пута, почињено је мање зло, али уколико је возач био рецимо сам, онда је почињено веће зло.

### Извори опасности
Извори опасности могу бити веома различити и могу да потичу од природних непогода као што су пожар, поплава или земљотрес или да их несмотрено изазову људи. Опасност коју је створио човек у случају крајње нужде се разликује од напада код института нужне одбране. Овде људска делатност није имала за циљ да изазове опасност по неко правно добро другог лица, нити је било свести о томе код лица које је опасност изазвало. Овде се заправо ради о различитим случајевима несмотрености, несавесности или непажње. Опасност могу да изазову и животиње. Очекује се да учинилац делује на сам извор опасности и да га отклони и при томе може да повреди правно добро других лица која немају везе са настанком опасности. У овом случају постоји нужна помоћ.

### Време деловања
Као и код нужне одбране, један од услова за постојање крајње нужде је истовременост опасности и предузимање радње од учиниоца ради њеног отклањања. Обично се узима да је истовременост садашњост; време од када је опасност настала па све до њеног завршетка. Међутим, у извесним ситуацијама, није сврсисходно да учинилац чека да му нека елементарна непогода уништи правно добро, већ мора да делује превентивно. Зато је одређивање времена као елемента крајње нужде веома важно и сачињене су разне концепције. Већина теоретичара сматра да услов истовремености треба тумачити нешто шире, односно другачије него код института нужне одбране, зато што је по начину настанка и развоја, извор опасности код крајње нужде неочекиван у погледу правог тренутка када ће она угрозити учиниоца. 

### Степен опасности
Очигледно је нужан услов степен опасности, иако се он одредбом члана 20 не предвиђа. Јасно је да било какво, а поготово незнатно угрожавање, не може представљати ону опасност која би оправдала крајњу нужду. Узима се у обзир опасност која за последицу може да има веће или ненадокнадиве штете. 

### Опасност не сме бити скривљена
По мишљењу неких теоретичара елемент скривљености се сматра битним условом, али има и оних који сматрају да тај услов није релевантан. Ова мишљења су подељена у теорији кривичног права, како старијој, тако и савременој. У кривичноправној теорији која је заступљена у Србији, владајуће је становиште да је нескривљеност један од услова за постојање крајње нужде. Опасност је нескривљена ако је случајно наступила, што значи да лице које се нашло у опасности не сноси одговорност за њу. Уколико управо то лице изазове опасност по неко своје правно добро са умишљајем или чак из нехата, не може да се позива да је поступило у стању крајње нужде и одговараће за повреду туђег правног добра током отклањања опасности. Међутим, постоји и изазвана, али нескривљена опасност која оправдава крајњу нужду. То је становиште које заступа и Др Драгољуб Атанацковић, које између осталог говори да сама чињеница да је неко свесно предузео радње које су довеле до опасности, не значи истовремено и да је био дужан да предвиди све последице које могу да наступе. Зато би учиниоца требало теретити само за оне последице које је могао да предвиди. У прилог овом ставу је и догађај који се десио 1994. године у време санкција и ратних збивања. Учинилац је палио коров не претпостављајући да је његов сусед у пласту сена крио пластичне канте са нафтом, као залихе. Када је ватра захватила сено, учинилац је најпре покушао да је угаси, али када није успео, откотрљао је упаљене кантице ка кући комшије, како би спасио своју сопствену. Ово се вреднује као крајња нужда, а лице које је ставило нафту у пласт сена је допринело настанку опасности. 

### Усмереност опасности
За нека кривична законодавства битан је карактер правног добра које може бити подобно за постојање овог института и разлике око тога у законодавствима разних држава веома су значајне. У кривичном законодавству Србије нема неког посебног значаја осим кроз упоређивање добара која се угрожавају и која се при отклањању опасности повређују. Преко овог института могу се штитити права и слободе, лични и телесни интегритет као и имовина, при чему су сви облици имовине изједначени по уставу. Дакле, могу се штитити сва правна добра и интереси који су загарантовани правом. Редослед ипак постоји и на првом месту је живот човека, односно његово здравље и уз то полна слобода, те морал. Ово се разликује од ранијих решења када је крајња нужда дозвољавана само у случају напада на живот и тело. У Кривичном законику Краљевине Југославије из 1929. године у члану 25. наведена добра која се овим статутом могу заштити су: живот, тело, слобода, част, имовина, али и свако друго добро.

## Услови за отклањање опасности
Другу групу услова за постојање крајње нужде су они приликом отклањања опасности. Свака делатност учиниоца чији је циљ заштита правног добра коме прети опасност представља отклањање опасности. Такве делатности нису кривично дело, осим ако је дошло до прекорачења граница крајње нужде. Животне ситуације код кривичног дела извршеног у крајњој нужди су бројне и неисцрпне, а схватања о овом услову веома су различита. Мишљење Др Милоша Бабића је да кривично право не одобрава излаз из било какве ситуације крајње нужде, само онда када је немогуће отклонити опасност на други начин (нпр. бекством или позивањем у помоћ). Суд наиме треба да стекне управо такво уверење, што представља фактичко питање. Ако се ипак утврди да се проузрокована опасност могла отклонити на неки други начин, а учинилац је погрешно сматрао да он не постоји, ради се о путативној или уображеној крајњој нужди.

### Неопходност отклањања опасности
За разлику од нужне одбране као института где се очигледно ради о заштити права насупрот њиховом противзаконитом угрожавању, код института крајње нужде ради се о конкуренцији између два или више права, где су сва законом заштићена. Око услова нужде теоретичари кривичног права су углавном јединствени, али не и око суштине немогућности. Јер, могућност и немогућност ипак су синоними, пошто захтев код института крајње нужде, да се опасност није могла отклонити на други начин уједно значи да је то било једино могуће решење. Процена да ли се опасност могла отклонити на неки други начин се врши према карактеру опасности, времену и околностима под којим је наступила или наговештена. Значајан елемент је и питање сразмере, односно шта је веће, а шта мање зло. Ово решење упоређивања два зла је ретко у законодавствима других држава. Др Милош Бабић је дао своје виђење овог поређења, позивајући се на бројне изворе и ставове теоретичара. Према његовом виђењу, сигуран критеријум не постоји, односно да су многа добра и интереси у неким колизионим ситуацијама вредносно немерљиви. Теоретска схватања у вези сразмере правних добара веома су различита. Присталице једне концепције као полазну основу за одређивање сразмере у вредности добара сматрају кључни став законодавца, односно правног поретка у целини. Значи, правно добро је вредније онолико колико је вредност прописане казне због његове повреде. Присталице друге концепције траже увођење јасних критеријума (општих упутстава) у рангирање, док присталице треће и најновије сматрају да то рангирање треба да буде према позитивном законодавству, а не према висини казне. Наиме, врста и висина казне у кривичном законодавству, како истичу представници ове концепције, мерила су ограничене вредности, јер се одређују по мноштву других елемената. На пример, уколико је у спору возило које ауто-превознику обезбеђује сва средства за издржавање његове породице, а оштећено је неко друго добро које је веће вредности, свакако се мора узети у обзир и егзистенција те породице. Ова животна ситуација дискредитује почетне вредности за утврђивање мањег и већег зла, те као прави критеријум за процену поставља конкретну ситуацију. Сматра се да је повреда добара као што су: живот, телесни интегритет, слобода и част начелно већа од повреде материјалних добара, односно имовине. Међутим, проблематично је постојање крајње нужде када су у питању два добра једнаке вредности, посебно два живота - учиниоца и другог лица. Према схватањима објективне теорије друштво је у оваквом случају незаинтересовано чије ће заправо добро бити повређено, односно спашено, јер нема разлога да даје предност једном од њих. Ипак, кривични закон усваја решење да постоји крајња нужда и у случају ако је приликом отклањања опасности нанесено зло једнако оном злу које је претило водећи рачуна при томе о психичком стању лица у коме се оно налазило, нарочито уколико му је било угрожено значајније добро, рецимо живот. Ово је уведено у кривично право Србије и Црне Горе новелом Кривичног законика из 1959. године. 

### Усмереност делатности учиниоца
Потребно је да постоји одређени психички однос („виност“) учиниоца према самом делу и последицама које су наступиле. То значи да је учинилац предузео мере ради заштите правног добра које је угрожено. У теорији кривичног права овај услов није споран. Међутим, не постоји јединствено мишљење око питања да ли је учинилац само свестан стања опасности или је потребно и то да је та опасност утицала на њега да спаси угрожено добро. По једној концепцији довољно је да је постојала само свест о стању нужде, а по другој, да је постојала и воља или макар намера за спашавање угроженог правног добра. Уколико је учинилац нанео повреду нечијег правног добра из других мотива, а не у циљу или у вези са отклањањем опасности, онда није у питању крајња нужда, већ кажњиво дело.

### Дужност излагања опасности
Одредба 4. овог института представља изузетак од крајње нужде и према њој учинилац ће бити кривично одговоран ако је био дужан да се излаже опасности. Ова лица не могу ни да одбију извршење дужности позивајући се на институт крајње нужде. Постоје организације и органи, попут Војске Србије и полиције, због чије природе делатности, лица која им припадају немају право на институт крајње нужде. То су лица која су дужна да у обављању послова и задатака поступају по посебним правилима уз повећану опрезност, јер су управо прихватајући те послове истовремено и прихватили ризик да се нађу у опасној ситуацији. Код њих долази до колизије између њиховог природног и неприкосновеног права на живот и дужности непосредног излагања опасности. У теорији је прихваћено схватање према коме обавеза излагања опасности не постоји увек, односно у свакој ситуацији. То значи да могућност позивања на крајњу нужду и ових лица није сасвим искључена. Ватрогасци, на пример, нису дужни да се по сваку цену изложе пожару како би га угасили, посебно када су за то изгледи слаби или неизвесни.

## Прекорачење крајње нужде
Дело учињено у прекорачењу крајње нужде представља кривично дело за које се одговара по слову закона, али је факултативно предвиђена и могућност блажег кажњавања. До прекорачења граница крајње нужде може доћи уколико је почињено зло веће од зла које је претило и ако је приликом отклањања опасности нанета штета већа од оне која се могла реално извести. У пракси је ово врло тешко утврдити, а и сама кривичноправна теорија нема јединствени став према томе где су границе крајње нужде. Једни аутори сматрају да прекорачење крајње нужде не може да представља основ који утиче на ублажавање или ослобођење од казне, јер је зло учињено над правним добром невиних лица, а не над правним добром нападача. Друга схватања указују да је учинилац који је прекорачио крајњу нужду био под психичком пресијом услед опасности, па га зато треба блаже казнити. Учинилац може бити и у стању душевне поремећености таквог интензитета да у већој или мањој мери искључује кривичну одговорност. Када је до прекорачења крајње нужде дошло под посебно олакшавајућим околностима суд може учиниоцу дела да ублажи казну или да га ослободи кривице. Ове околности одређује суд у конкретном случају. Прекорачењем крајње нужде се сматра и ако је учинилац сам проузроковао опасност, али из нехата. И у том случају закон, додуше факултативно, предвиђа блаже кажњавање, али уз испуњење свих услова за постојање института крајње нужде.

### Путативна крајња нужда
Код учиниоца некада може да постоји погрешна представа о реалној опасности. У таквом случају, питање кривичне одговорности учиниоца расправљало би се по општим правилима која се односе на виност и кривичну одговорност. Кривична одговорност би се могла искључити или ублажити у случају заблуде која се не може отклонити.